# Felicidade Urgente
Felicidade Urgente é o 13º álbum da cantora brasileira Elba Ramalho, lançado em 1991.

## Faixas
1. Vida (participação especial: Lulu Santos) (Roger Kedyh, Maria Juçá)
2. Felicidade Urgente (participação especial: Cláudio Zoli) (Cláudio Zoli, Ronaldo Lobato Santos)
3. Morena de Angola (Chico Buarque)
4. Ventos do Norte (participação especial: Djavan) (Djavan)
5. Pisa na Fulô (João do Vale, Ernesto Pires, Silveira Júnior)
  1. Música incidental: Extra (Gilberto Gil)
  2. Música incidental: O Cheiro da Carolina (Amorim Roxo, Zé Gonzaga)
6. Maré Dendê (participações especiais: Sandra de Sá e Carlinhos Brown) (Carlinhos Brown)
7. Fim de Jogo (Jamil Joanes, Nelson Motta)
8. Feitiço (Lenine)
9. Deixa Falar (Fátima Guedes)
10. É D'Oxum (Gerônimo, Vevé Calazans)
11. Tudo Vai Bem (Nós Sofre, Mas Nós Goza) (Vital Farias)
12. La Vie en Rose (participação especial: Oswaldinho do Acordeon) (Pierre Louiguy, Edith Piaf)

## Músicos participantes
- Carlinhos Brown: arranjo de base, violão, voz e percussão
- Lenine: arranjo de base e guitarra
- Eduardo Souto Neto: arranjos e teclados
- Djavan: arranjo, violão e voz
- Jamil Joanes: baixo
- Lulu Santos: guitarra
- Cláudio Zoli: arranjo, guitarra e voz
- Joca e Manassés: guitarra e viola
- Cláudio Jorge: violão
- Elber Bedaque: bateria, pratos e efeitos
- Oswaldinho do Acordeom: arranjos e acordeom
- Repolho: percussão
- Marcio Montarroyos e Paulinho: trompete
- Serginho: trombone
- Marcelo Martins: sax alto
- Mauro Senise: sax alto e soprano
- Macaé: sax tenor
- Jussara Lourenço, Jurema Lourenço, Nair Cândia, Fabíola, Jaime Alem, Marcio Lott, Chico Pupo, Myrian Perachi e Paulinho Soledade: vocal de apoio